# 富士セラミックス
株式会社富士セラミックス（ふじセラミックス、英: FUJI CERAMICS CORPORATION）は静岡県富士宮市に本社を置く圧電セラミックス製造メーカーである。

## 概要
清治満らは1975年（昭和50年）現テルモ株式会社の圧電部門（テルモセラミックス）が分離独立して圧電セラミックス専門メーカーとして富士宮市黒田の倉庫を借りて創業した。当時は圧電セラミックス素子とその応用製品として圧電セラミックバイモルフ、ガス着火点火栓、医療用超音波プローブ用素子を主軸に事業を開始した。また、テルモ株式会社時代に開発した水銀体温計の技術を利用した積算タイマーも主要製品として製造した。圧電セラミックバイモルフはナガオカのレコード針カートリッジとして一世を風靡した。その後、音源がレコードからCDに移行するとレコード針は市場から姿を消した。ガス着火点火栓は今では国内で製造しているメーカーは富士セラミックスだけになった。積算タイマーは水銀の環境配慮の見地から生産が中止されたが現在でも画期的な商品として市場には存在している。本社工場を現在の場所に新築移転し、産業用応用製品として魚群探知機、ソナー素子、超音波探傷用素子、加湿器用素子の圧電セラミックス素子の製造が行われるようになった。圧電セラミックス素子を利用した加速度センサ・AEセンサの開発も行いOEM製品として市場に展開した。1995年（平成7年）には車載用ノッキングセンサ用素子の製造開始する。2005年（平成17年）にIATF16949の認証制度を取得し国内外の自動車部品メーカーに対して25年以上ノッキングセンサ用素子を提供している。数少ない圧電セラミックスの専門メーカーとして技術で社会に貢献するをモットーに1品から量産品までを柔軟に対応している。また、技術サポート資料として自社監修の『圧電セラミック テクニカルハンドブック』『加速度センサ テクニカルハンドブック』がある。

## 沿革
- 1975年（昭和50年）4月21日 - 現テルモ株式会社から分離独立して資本金1,000万円にて創業
- 1976年（昭和51年）12月 - 資本金3,000万円に増資
- 1980年（昭和55年）4月 - 静岡県富士宮市山宮2320番地11に本社工場を新築移転
- 1985年（昭和60年）10月 - センサ製品（加速度センサ・AEセンサ）製造販売を開始
- 1986年（昭和61年）10月 - 東京都中野区に東京事務所を開設し海外販売業務を開始
- 1990年（平成2年）7月 - 静岡県富士宮市外神1971番地1に外神工場を新築しレゾネーター素子の量産を開始
- 1991年（平成3年）4月 - 資本金4,500万円に増資
- 1992年（平成4年）11月 - 静岡県富士宮市北山126番地2に北山工場を新築
- 1998年（平成10年）10月 - アセンブリ事業（バイモルフ・BLT）を開始
- 2001年（平成13年）9月 - 本社工場南館を増設
- 2005年（平成17年）11月 - 静岡県富士宮市上井出2281番地に白糸工場を新築
- 2012年（平成24年）11月 - 静岡県富士宮市山宮2324番地に北工場を新築
- 2015年（平成27年）1月 - 白糸工場南1号棟を新築
- 2015年（平成27年）4月 - 創立40周年
- 2017年（平成29年）10月 - 清治 裕 新社長就任
- 2020年（令和2年）4月 - 創立45周年

## 主な製品
- 医療用超音波診断装置用ブローブ素子
- 水中ソナー用素子
- 圧電セラミックスバイモルフ
- 超音波探傷器用素子
- 美顔器用超音波素子
- 加湿器・ネブライザー用素子
- 超音波モーター用素子
- 積層アクチュエータ素子
- ノッキングセンサ用素子
- 筒内圧センサ用素子
- BLT用素子・BLT加工機[2]
- 超音波センサ
- 加速度・AE・フォースセンサ[2]
- 空圧センサ

## 事業所
- 本社・本社工場（静岡県富士宮市山宮）
- 北工場（静岡県富士宮市山宮）
- 外神工場（静岡県富士宮市外神）
- 北山工場（静岡県富士宮市北山）
- 白糸工場（静岡県富士宮市上井出）